# Telesistema
Telesistema es una cadena de televisión abierta dominicana. Fue fundada el 13 de marzo de 1974, pero inició sus transmisiones en 1976. Su programación es de carácter generalista y se compone de bloques infantiles, comedias, novelas, noticias, programas en vivo y películas.

## Historia
Telesistema fue fundada el 13 de marzo de 1974 de la mano de un grupo de ingenieros y técnicos de origen puertorriqueño, encabezados por Waldo Pons, a pesar de que la empresa se encontraba en trámites desde principios de 1971. Sus transmisiones iniciaron en 1976, durante la celebración de los Juegos Deportivos Militares en el Centro Olímpico Juan Pablo Duarte, los cuales serían transmitidos por el canal estatal. Fue así como Telesistema Dominicano, C. por A. logró adquirir el permiso de transmisión como canal local el 15 de marzo de 1976.
Su programación en un principio estaba basada en películas, series estadounidenses, dibujos animados y novelas, además de un noticiero. Su primera ubicación era en la calle El Vergel No. 88, del sector del mismo nombre. Con el paso de los años, la emisora aumenta su audiencia.
Telesistema transmitía por el canal 11 de la banda VHF de Santo Domingo y en las regiones del sur y este del país. A partir de 1984, transmitía por el canal 9 VHF para el área del Cibao. Sin embargo, en 1995, se modificó la Ley de Telecomunicaciones y se ordenó que cada cadena de televisión transmitiese en una sola frecuencia para todo el país.

### Venta al Grupo de Comunicaciones Corripio
A principios de los años 80, Telesistema fue adquirido por el Grupo de Comunicaciones Corripio. Esta operación de venta trajo consigo nuevos cambios en el canal, tanto en su programación como en su línea gráfica, la cual fue renovada. También la planta física fue ampliada y la entrada principal fue trasladada a la Avenida 27 de Febrero No. 52, frente al Palacio de los Deportes Virgilio Travieso Soto
Los cambios en la programación le dieron más audiencia al canal 11: el bloque infantil se fortaleció con series como Los Caballeros del Zodiaco, Ranma ½, Power Rangers, etc. También, la desaparecida empresa Promovisión (presidida por Ángel Puello) colaboró mucho con el aumento de la audiencia, produciendo programas como El Club de Isha, El Reto Semanal, Sazonando, entre otros. Mientras, que el bloque diario de novelas se había convertido en una especie de horario central, compitiendo directamente con Telemicro en cuyo mismo horario tenía la misma clase de programa. Las novelas que transmitía el canal 11 eran en su mayoría procedentes de Venezuela (principalmente de la cadena RCTV), y de Perú (de la cadena América Televisión). También en el área informativa, fue lanzado un telematutino llamado El Día conducido por Huchi Lora. En 1998, Telesistema inicia la transmisión de la Anime Dragon Ball.
En 2001 inicia el programa ¡Gozalo!, bajo la producción y conducción de Carlos Alfredo Fatule. El programa siguió emitiéndose hasta 2003, cuando se trasladó a Color Vision. En los siguientes años, la programación de Telesistema se siguió renovando con la entrada de nuevos programas y nuevas figuras, como Jochy Santos con su programa Divertido con Jochy, Milagros Germán con su programa Chevere Nights, Nikauly de la Mota con su programa Arriba y Alante (después Arriba con Nikauly), entre otras personalidades. En junio de 2009, Telesistema compró los derechos del reality show Latin American Idol para transmitir la cuarta temporada del mismo.
En 2010 ingresa Roberto Angel Salcedo con el programa +Roberto mientras él hace todavía el histórico programa que le dejó su padre, 9X9 Roberto. Se estrenó el 4 de julio. Dos años más tarde, en 2012, Telesistema transmitió los Juegos Olímpicos de Londres 2012, junto a las emisoras hermanas Tele Antillas y Coral 39. En 2014 se produce la salida de Jochy Santos, cuyo programa Divertido con Jochy se trasladó a Telemicro. Días después, Roberto Angel Salcedo anuncia que tomaría el horario sabatino dejado por Santos con un nuevo programa, Vale por Tres. En 2018, Telesistema se convierte en la cadena oficial de la edición dominicana de Masterchef, un reality de cocina.